# Джаксън (окръг, Тенеси)
Вижте пояснителната страница за други населени места с името Джаксън.
Окръг Джаксън (на английски: Jackson County) е окръг в щата Тенеси, Съединени американски щати. Площта му е 829 km², а населението – 10 984 души (2000). Административен център е град Гейнсбъро.